# Zwickauers
De Zwickauers waren een groep van lekepredikers uit de zestiende eeuw uit het weversstadje Zwickau, die aan de Duitse reformator Philipp Melanchthon vertelden dat ze rechtstreekse openbaringen zouden hebben ontvangen. Ze vonden het noodzakelijk de kinderdoop af te schaffen en geloofden dat er grote veranderingen in de samenleving op komst waren. Melanchthon twijfelde maar de reformator Andreas Karlstadt sloot zich bij deze Zwickauer profeten aan.